# Pete Agnew
Pete Agnew (Dunfermline, Escocia; 14 de septiembre de 1946) es el bajista de la banda escocesa de hard rock Nazareth, quien ha estado presente desde su fundación en 1968 junto al vocalista Dan McCafferty. 
Ha colaborado con Roger Glover, en varios proyectos paralelos tanto hacia Nazareth o Deep Purple, así como su participación en el quinto álbum de Roger Glover, If Life Was Easy junto con su compañero Dan McCafferty.            
Pete Agnew es el padre de Lee Agnew, quien también esta en la banda desde 1999, después del fallecimiento del baterista Darrell Sweet.

## Discografía

### Con Nazareth
- Nazareth (1971)
- Exercises (1972)
- Razamanaz (1973)
- Loud 'n' Proud (1973)
- Rampant (1974)
- Hair of the Dog (1975)
- Close Enough for Rock 'n' Roll (1976)
- Play 'n' the Game (1976)
- Expect No Mercy (1977)
- No Mean City (1979)
- Malice in Wonderland (1980)
- The Fool Circle (1981)
- It's Snaz Live (1981)
- 2XS (1982)
- Sound Elixir (1983)
- The Catch (1984)
- Cinema (1986)
- Snakes 'n' Ladders (1989)
- No Jive (1991)
- BBC Radio 1 Live in Concert (1991)
- Move Me (1994)
- Boogaloo (1998)
- Live at the Beeb (1998)
- Back to the Trenches (2001)
- Homecoming (2002)
- Alive & Kicking (2003)
- The River Sessions Live 1981 (2004)
- Live in Brazil (2007)
- The Newz (2008)
- Big Dogz (2011)

### Con The Guilty Party
- If Life Was Easy (2011)